# آلکساندریا، شهرستان ژیراردوف
آلکساندریا، شهرستان ژیراردوف (به لاتین: Aleksandria, Żyrardów County) یک منطقهٔ مسکونی در لهستان است که در Gmina Puszcza Mariańska واقع شده‌است.

## خصوصیات
آلکساندریا ۱۹۰ نفر جمعیت دارد.